# شيربروك
شيربروك (بالفرنسية: Sherbrooke)‏ مدينة فرنكوفونية في جنوب مقاطعة كيبك الكندية، تقع عند إلتقاء نهري سانت فرانسوا (القديس فرنسيس) وماجوج في قلب منطقة إستري الإدارية، هي سادس أكبر مدينة في المقاطعة والمرتبة الثلاثين في كندا حيث يبلغ عدد سكانها 161,323 نسمة في تعداد عام 2016.
كانت تُعرف في الأصل باسم مطحنة حياة ، وقد أعيدت تسميتها على اسم السير جون كواب شيربروك، وهو جنرال بريطاني كان نائب حاكم نوفا سكوشا (1812-1816)، والحاكم العام لأمريكا الشمالية البريطانية (1816-1818)

## المناخ
يظهر الجدول التالي التغييرات المناخية على مدار السنة لشيربروك:
| البيانات المناخية لـشيربروك        | البيانات المناخية لـشيربروك | البيانات المناخية لـشيربروك | البيانات المناخية لـشيربروك | البيانات المناخية لـشيربروك | البيانات المناخية لـشيربروك | البيانات المناخية لـشيربروك | البيانات المناخية لـشيربروك | البيانات المناخية لـشيربروك | البيانات المناخية لـشيربروك | البيانات المناخية لـشيربروك | البيانات المناخية لـشيربروك | البيانات المناخية لـشيربروك | البيانات المناخية لـشيربروك |
| الشهر                              | يناير                       | فبراير                      | مارس                        | أبريل                       | مايو                        | يونيو                       | يوليو                       | أغسطس                       | سبتمبر                      | أكتوبر                      | نوفمبر                      | ديسمبر                      | المعدل السنوي               |
| ---------------------------------- | --------------------------- | --------------------------- | --------------------------- | --------------------------- | --------------------------- | --------------------------- | --------------------------- | --------------------------- | --------------------------- | --------------------------- | --------------------------- | --------------------------- | --------------------------- |
| الدرجة القصوى قرينة الرطوبة        | 17.4                        | 17.1                        | 27.0                        | 31.5                        | 36.0                        | 43.9                        | 46.5                        | 43.4                        | 38.7                        | 31.8                        | 26.3                        | 19.0                        | 46.5                        |
| الدرجة القصوى °م (°ف)              | 15.0 (59.0)                 | 17.1 (62.8)                 | 25.3 (77.5)                 | 30.0 (86.0)                 | 33.3 (91.9)                 | 35.0 (95.0)                 | 36.7 (98.1)                 | 36.1 (97.0)                 | 34.0 (93.2)                 | 28.3 (82.9)                 | 23.9 (75.0)                 | 17.8 (64.0)                 | 36.7 (98.1)                 |
| متوسط درجة الحرارة الكبرى °م (°ف)  | −5.8 (21.6)                 | −2.8 (27.0)                 | 2.3 (36.1)                  | 10.4 (50.7)                 | 18.3 (64.9)                 | 22.2 (72.0)                 | 24.6 (76.3)                 | 23.7 (74.7)                 | 19.2 (66.6)                 | 12.2 (54.0)                 | 5.1 (41.2)                  | −2.1 (28.2)                 | 10.6 (51.1)                 |
| المتوسط اليومي °م (°ف)             | −11.9 (10.6)                | −9.4 (15.1)                 | −3.7 (25.3)                 | 4.5 (40.1)                  | 11.4 (52.5)                 | 15.5 (59.9)                 | 18.2 (64.8)                 | 17.3 (63.1)                 | 12.3 (54.1)                 | 6.3 (43.3)                  | 0.6 (33.1)                  | −7.3 (18.9)                 | 4.5 (40.1)                  |
| متوسط درجة الحرارة الصغرى °م (°ف)  | −17.9 (−0.2)                | −15.9 (3.4)                 | −9.7 (14.5)                 | −1.4 (29.5)                 | 4.3 (39.7)                  | 8.8 (47.8)                  | 11.7 (53.1)                 | 10.8 (51.4)                 | 6.3 (43.3)                  | 0.5 (32.9)                  | −4 (25)                     | −12.4 (9.7)                 | −1.6 (29.1)                 |
| أدنى درجة حرارة °م (°ف)            | −41.2 (−42.2)               | −40 (−40)                   | −35 (−31)                   | −21.1 (−6.0)                | −6.7 (19.9)                 | −2.2 (28.0)                 | 0.5 (32.9)                  | −1.7 (28.9)                 | −7.4 (18.7)                 | −15 (5)                     | −25.5 (−13.9)               | −39.4 (−38.9)               | −41.2 (−42.2)               |
| أدنى درجة حرارة تبريد الرياح       | −47.2                       | −48                         | −42.4                       | −29.7                       | −12.8                       | −5.4                        | 0.0                         | −4.7                        | −8.6                        | −16.7                       | −27.9                       | −48.3                       | −48.3                       |
| الهطول مم (إنش)                    | 74.3 (2.93)                 | 61.7 (2.43)                 | 71.3 (2.81)                 | 84.0 (3.31)                 | 94.3 (3.71)                 | 108.4 (4.27)                | 109.5 (4.31)                | 126.1 (4.96)                | 94.8 (3.73)                 | 90.4 (3.56)                 | 99.1 (3.90)                 | 86.5 (3.41)                 | 1٬100٫4 (43.32)             |
| معدل هطول الأمطار مم (إنش)         | 17.3 (0.68)                 | 16.6 (0.65)                 | 27.6 (1.09)                 | 63.3 (2.49)                 | 94.0 (3.70)                 | 108.4 (4.27)                | 109.5 (4.31)                | 126.1 (4.96)                | 94.7 (3.73)                 | 87.5 (3.44)                 | 70.8 (2.79)                 | 32.0 (1.26)                 | 847.9 (33.38)               |
| متوسط تساقط الثلوج سم (إنش)        | 68.2 (26.9)                 | 54.2 (21.3)                 | 48.2 (19.0)                 | 21.2 (8.3)                  | 0.37 (0.15)                 | 0.0 (0.0)                   | 0.0 (0.0)                   | 0.0 (0.0)                   | 0.03 (0.01)                 | 3.2 (1.3)                   | 29.1 (11.5)                 | 62.1 (24.4)                 | 286.5 (112.8)               |
| متوسط أيام هطول الأمطار (≥ 0.2 mm) | 19.7                        | 15.5                        | 16.0                        | 14.9                        | 15.7                        | 15.2                        | 14.0                        | 13.3                        | 12.6                        | 14.0                        | 17.2                        | 19.1                        | 187.1                       |
| متوسط الأيام الممطرة (≥ 0.2 mm)    | 3.5                         | 3.3                         | 6.4                         | 12.2                        | 15.1                        | 15.1                        | 13.8                        | 14.5                        | 13.0                        | 13.7                        | 11.5                        | 5.4                         | 127.5                       |
| متوسط الأيام المثلجة (≥ 0.2 cm)    | 18.9                        | 14.3                        | 10.9                        | 5.6                         | 0.21                        | 0.0                         | 0.0                         | 0.0                         | 0.07                        | 1.5                         | 8.6                         | 16.2                        | 76.3                        |
| ساعات سطوع الشمس الشهرية           | 84.5                        | 107.8                       | 137.7                       | 159.8                       | 212.3                       | 234.6                       | 257.0                       | 231.3                       | 165.6                       | 118.9                       | 67.9                        | 67.6                        | 1٬844٫9                     |
| نسبة وصول أشعة الشمس               | 29.8                        | 36.9                        | 37.4                        | 39.5                        | 46.1                        | 50.1                        | 54.2                        | 52.9                        | 43.9                        | 34.9                        | 23.7                        | 24.8                        | 39.5                        |
| المصدر: Environment Canada         |                             |                             |                             |                             |                             |                             |                             |                             |                             |                             |                             |                             |                             |

## السكان
بلغ عدد سكانها 147,427 نسمة حسب التعداد العام للسكان عام 2006.

## توأمة
لشيربروك اتفاقيات توأمة مع:
- مونبلييه

## أعلام
- روبرت ماري غاي
- بات بورنس
- جاكوب نيكول
- جوزيف غيب روبرتسون
- جورج روبرت سميث
- ديفيد هال
- غارو
- جان شاريه
- هاري سالتزمان
- كيم بوتين
- إدوارد ويليام